# 마이클 애슐리 (기업인)
마이클 애슐리(Michael Ashley, 1964년 9월 9일~)는 영국의 기업인이다. 프리미어리그 뉴캐슬 유나이티드 FC의 전 구단주로, 2014년 기준 재산은 약 60억 달러이다.

## 일생과 경력
영국 버킹엄셔 주 버넘에서 태어났다. 16살에 학교를 떠나 스키용품 판매점을 열었고, 1980년대 이후 런던에서 동업자들을 모아 1990년대에 체인 스포츠망을 구축하였다.
이후에도 각종 스포츠 회사와 브랜드를 사들였고, 2007년 5월 23일 1억 3500만 파운드에 뉴캐슬 유나이티드 FC를 인수하였다.

## 같이 보기
- 뉴캐슬 유나이티드 FC